# 해피 해피 와이너리
《해피 해피 와이너리》(일본어: ぶどうのなみだ 부도노나미다[*] →포도의 눈물)는 2014년 공개된 일본의 영화이다. 미시마 유키코가 감독과 각본을 맡았으며 오이즈미 요, 소메타니 쇼타, 안도 유코 등이 출연하였다.

## 출연

### 주연
- 오오이즈미 요
- 소메타니 쇼타
- 안도 유코

## 기타
- 음향: 우라타 카즈하루